# Галайда, Николай Терентьевич
Николай Терентьевич Галайда (10 декабря 1920, Алексеевка, Никопольский район — 31 декабря 1999, Покровское, Днепропетровская область) — советский хозяйственный, государственный и политический деятель, Герой Социалистического Труда.

## Биография
Родился в 1920 году в селе Алексеевка. Член КПСС.
С 1937 года — на хозяйственной, общественной и политической работе. В 1937—1985 гг. — счетовод колхоза имени Красина в селе Капуловка, участник Великой Отечественной войны, заведующий фермой, заместитель председателя колхоза имени Красина, бригадир колхоза имени Сталина в селе Капуловка, заместитель председателя колхоза имени Хрущева в селе Дмитровка, председатель колхоза «Днипрельстан» в селе Алексеевка Никопольского района, заместитель председателя, председатель колхоза имени Маркса в селе Менжинском, председатель колхоза имени Горького Никопольского района Днепропетровской области Украинской ССР.
Указом Президиума Верховного Совета СССР от 5 марта 1981 года присвоено звание Героя Социалистического Труда с вручением ордена Ленина и золотой медали «Серп и Молот».
Умер в селе Покровское в 1999 году.